# 2013 год
2013 (две ты́сячи трина́дцатый) год  по григорианскому календарю — невисокосный год, начинающийся во вторник. Это 2013 год нашей эры, 3‑й год 2‑го десятилетия XXI века 3‑го тысячелетия, 4‑й год 2010‑х годов. Он закончился 12 лет назад.
| Пн | Вт | Ср | Чт | Пт | Сб | Вс |
|    | 1  | 2  | 3  | 4  | 5  | 6  |
| 7  | 8  | 9  | 10 | 11 | 12 | 13 |
| 14 | 15 | 16 | 17 | 18 | 19 | 20 |
| 21 | 22 | 23 | 24 | 25 | 26 | 27 |
| 28 | 29 | 30 | 31 |    |    |    |

| Пн | Вт | Ср | Чт | Пт | Сб | Вс |
|    |    |    |    | 1  | 2  | 3  |
| 4  | 5  | 6  | 7  | 8  | 9  | 10 |
| 11 | 12 | 13 | 14 | 15 | 16 | 17 |
| 18 | 19 | 20 | 21 | 22 | 23 | 24 |
| 25 | 26 | 27 | 28 |    |    |    |

| Пн | Вт | Ср | Чт | Пт | Сб | Вс |
|    |    |    |    | 1  | 2  | 3  |
| 4  | 5  | 6  | 7  | 8  | 9  | 10 |
| 11 | 12 | 13 | 14 | 15 | 16 | 17 |
| 18 | 19 | 20 | 21 | 22 | 23 | 24 |
| 25 | 26 | 27 | 28 | 29 | 30 | 31 |

| Пн | Вт | Ср | Чт | Пт | Сб | Вс |
| 1  | 2  | 3  | 4  | 5  | 6  | 7  |
| 8  | 9  | 10 | 11 | 12 | 13 | 14 |
| 15 | 16 | 17 | 18 | 19 | 20 | 21 |
| 22 | 23 | 24 | 25 | 26 | 27 | 28 |
| 29 | 30 |    |    |    |    |    |

| Пн | Вт | Ср | Чт | Пт | Сб | Вс |
|    |    | 1  | 2  | 3  | 4  | 5  |
| 6  | 7  | 8  | 9  | 10 | 11 | 12 |
| 13 | 14 | 15 | 16 | 17 | 18 | 19 |
| 20 | 21 | 22 | 23 | 24 | 25 | 26 |
| 27 | 28 | 29 | 30 | 31 |    |    |

| Пн | Вт | Ср | Чт | Пт | Сб | Вс |
|    |    |    |    |    | 1  | 2  |
| 3  | 4  | 5  | 6  | 7  | 8  | 9  |
| 10 | 11 | 12 | 13 | 14 | 15 | 16 |
| 17 | 18 | 19 | 20 | 21 | 22 | 23 |
| 24 | 25 | 26 | 27 | 28 | 29 | 30 |

| Пн | Вт | Ср | Чт | Пт | Сб | Вс |
| 1  | 2  | 3  | 4  | 5  | 6  | 7  |
| 8  | 9  | 10 | 11 | 12 | 13 | 14 |
| 15 | 16 | 17 | 18 | 19 | 20 | 21 |
| 22 | 23 | 24 | 25 | 26 | 27 | 28 |
| 29 | 30 | 31 |    |    |    |    |

| Пн | Вт | Ср | Чт | Пт | Сб | Вс |
|    |    |    | 1  | 2  | 3  | 4  |
| 5  | 6  | 7  | 8  | 9  | 10 | 11 |
| 12 | 13 | 14 | 15 | 16 | 17 | 18 |
| 19 | 20 | 21 | 22 | 23 | 24 | 25 |
| 26 | 27 | 28 | 29 | 30 | 31 |    |

| Пн | Вт | Ср | Чт | Пт | Сб | Вс |
|    |    |    |    |    |    | 1  |
| 2  | 3  | 4  | 5  | 6  | 7  | 8  |
| 9  | 10 | 11 | 12 | 13 | 14 | 15 |
| 16 | 17 | 18 | 19 | 20 | 21 | 22 |
| 23 | 24 | 25 | 26 | 27 | 28 | 29 |
| 30 |    |    |    |    |    |    |

| Пн | Вт | Ср | Чт | Пт | Сб | Вс |
|    | 1  | 2  | 3  | 4  | 5  | 6  |
| 7  | 8  | 9  | 10 | 11 | 12 | 13 |
| 14 | 15 | 16 | 17 | 18 | 19 | 20 |
| 21 | 22 | 23 | 24 | 25 | 26 | 27 |
| 28 | 29 | 30 | 31 |    |    |    |

| Пн | Вт | Ср | Чт | Пт | Сб | Вс |
|    |    |    |    | 1  | 2  | 3  |
| 4  | 5  | 6  | 7  | 8  | 9  | 10 |
| 11 | 12 | 13 | 14 | 15 | 16 | 17 |
| 18 | 19 | 20 | 21 | 22 | 23 | 24 |
| 25 | 26 | 27 | 28 | 29 | 30 |    |

| Пн | Вт | Ср | Чт | Пт | Сб | Вс |
|    |    |    |    |    |    | 1  |
| 2  | 3  | 4  | 5  | 6  | 7  | 8  |
| 9  | 10 | 11 | 12 | 13 | 14 | 15 |
| 16 | 17 | 18 | 19 | 20 | 21 | 22 |
| 23 | 24 | 25 | 26 | 27 | 28 | 29 |
| 30 | 31 |    |    |    |    |    |

- Год охраны окружающей среды в России[1].
- Год Германии в России[2].
- Год «китайского туризма» в России[3].
- Год России в Нидерландах и Год Нидерландов в России[4].
- Год бережливости в Республике Беларусь[5].
- Международный год киноа (ООН)

2013 год вошёл в десятку самых тёплых с середины XIX века, заняв шестую строчку вместе с 2007 годом, указывает Всемирная метеорологическая организация (ВМО).

## События
См. также: Категория:2013 год

### Январь
- 1 января
  - Во всех регионах России начато внедрение универсальной электронной карты, в которой совмещены практически все документы, в том числе паспорт, водительское удостоверение, СНИЛС, медицинский полис, проездной билет, а также банковская карта[8].
  - Украина стала председателем ОБСЕ[9].
  - В России вступил в силу закон, запрещающий американским гражданам усыновление российских детей («Закон Димы Яковлева»)[10].
- 5 января — в связи с реализацией ноябрьского решения Генассамблеи ООН о повышении статуса до государства-наблюдателя при организации, издан указ председателя Палестинской национальной администрации (ПНА) Махмуда Аббаса, предписывающий впредь использовать в официальных целях вместо ПНА — исключительно название Государство Палестина[11][12]; себя М. Аббас распорядился называть президентом государства[13][14]. США, Израиль, Норвегия, Швеция и Испания это решение не признали[15][16].
- 9 января
  - Парламент Ливии принял решение об изменении названия государства с Ливийской Арабской Джамахирии на Государство Ливия[17].
  - Апофис сблизился с Землёй на расстояние 14,46 млн км.
- 11 января — в Мали в связи с боевыми действиями введено чрезвычайное положение, также в страну по просьбе её правительства введены французские войска[18].
- 11—12 января — выборы президента Чехии[19]. Во второй тур вышли Милош Земан и Карел Шварценберг[20].
- 13 января — в Пакистане начался «Марш миллионов»: в Исламабад отправились тысячи митингующих под руководством теолога Тахира Кадри с требованием реформ избирательной системы, смены власти и искоренения «существующей в стране коррупционной феодальной системы»[21].
- 14 января — отменены выездные визы для выезда за границу граждан Кубы[22].
- 16 января — захват террористами многочисленных заложников на нефтегазовом комплексе компании BP в Алжире в знак протеста против французской военной операции в Мали[23].
- 20 января — Барак Обама вступил в должность президента США на второй срок[24].
- 22 января — парламентские выборы в Израиле[25]. Большинство (31) голосов получил предвыборный блок партий Ликуд и Наш дом — Израиль во главе с действующим премьер-министром Биньямином Нетаньяху[26].
- 23 января
  - Досрочные парламентские выборы в Иордании[27].
  - Парламент Каталонии принял декларацию о государственном суверенитете региона и праве нации на самоопределение[28].
- 23—27 января — всемирный экономический форум (Давос, Швейцария)[29].
- 23 января — 3 февраля — 33-й чемпионат мира по хоккею с мячом (Швеция и Норвегия). Победителем стала сборная России[30].
- 25—26 января — второй тур выборов президента Чехии[31]. Победу одержал Милош Земан[32].
- 27 января — пожар в ночном клубе «Kiss» в бразильском городе Санта-Мария штата Риу-Гранди-ду-Сул, 236 человек погибли[33].

### Февраль
- 2—5 февраля — Архиерейский собор Русской православной церкви (Москва, Россия)[34].
- 3 февраля — парламентские выборы на Кубе[35].
- 7 февраля — запуск первого азербайджанского искусственного спутника AzerSat-1[36].
- 7 февраля — автокатастрофа в Замбии, погибли 51 человек[37][38][39][40][41], ещё 28 человек получили травмы[42].
- 7—17 февраля
  - 63-й Берлинский международный кинофестиваль[43].
  - В Нове-Место (Чехия) прошёл чемпионат мира по биатлону[44].
- 10 февраля — парламентские выборы в Монако. Победу одержала оппозиционная коалиция Горизонт Монако[45].
- 12 февраля — КНДР провела третьи со времён объявления себя ядерной державой ядерные испытания, осуществив ядерный взрыв на глубине 1 км, вопреки конвенциям и резолюциям ООН[46].
- 15 февраля — в Челябинской области упал Челябинский метеорит. Пострадало 1615 человек, никто не погиб.
- 17 февраля
  - Президентские выборы на Кипре[47]. Во второй тур вышли Никос Анастасиадис и Ставрос Малас[48].
  - Выборы президента Эквадора[49]. Победу одержал действующий президент Рафаэль Корреа[50].
- 18 февраля — выборы президента Армении[51]. Победу одержал кандидат Серж Саргсян[52].
- 20 февраля — премьер-министр Болгарии Бойко Борисов объявил об отставке правительства из-за массовых акций протеста в связи с повышением цен на электричество и отопление[53].
- 20 февраля — 3 марта — чемпионат мира по лыжным видам спорта (Валь-ди-Фьемме, Италия)[54].
- 24 февраля
  - Новым Патриархом Болгарским избран Неофит[55].
  - Парламентские выборы в Италии[56].
  - Второй тур выборов президента Республики Кипр[57]. Победу одержал Никос Анастасиадис[58].
- 25 февраля — вступила в должность президент Южной Кореи Пак Кын Хе[59].
- 28 февраля — завершился понтификат папы римского Бенедикта XVI[60].

### Март
- 2 марта — Таджикистан вступил во Всемирную торговую организацию[61].
- 4 марта — выборы президента Кении[62]. Победил вице-премьер страны Ухуру Кениата[63].
- 5 марта — в полном составе отправлено в отставку правительство Молдовы, представлявшее Альянс «За европейскую интеграцию»[64].
- 8 марта
  - Николас Мадуро принял присягу в качестве временно исполняющего обязанности президента Венесуэлы до выборов нового президента вместо скончавшегося Уго Чавеса[65].
  - Милош Земан вступил в должность президента Чехии[66].
  - Корейская Народно-Демократическая Республика расторгла договор о ненападении с Корейской республикой.
- 9 марта
  - Парламентские выборы на Мальте[67].
  - В Пакистанском городе Лахор произошли столкновения местных христиан с полицией. Причиной столкновений является конфликт между общинами христиан и мусульман, начавшийся с оскорбления христианами пророка Мухаммеда, в ответ мусульмане сожгли дома христиан[68].
- 10—11 марта — референдум по статусу Фолклендских островов[69].
- 11—17 марта — чемпионат мира по фигурному катанию (Лондон, Канада)[70].
- 13 марта
  - В чилийской пустыне Атакама запущен самый мощный телескоп на планете[71].
  - Новым папой римским избран Хорхе Марио Бергольо, взявший имя Франциск[72].
- 14 марта — новым председателем КНР избран Си Цзиньпин[73].
- 16 марта — космический корабль с международным экипажем Союз ТМА-06М совершил посадку в казахстанской степи[74].
- 19 марта — интронизация папы римского Франциска[75].
- 23 марта — антиправительственный мятеж в Центральноафриканской Республике с требованием отставки президента страны Франсуа Бозизе[76].
- 27 марта — в Китае 20 уйгуров осуждены по обвинению в терроризме и призывах к отделению Синьцзяна — региона, в котором мусульманский народ уйгуры, подвергающиеся в Китае преследованию за свои религиозные убеждения, составляют большинство[77]
- 29 марта — старт космического корабля Союз ТМА-08М к международной космической станции. Экипаж: Павел Виноградов, Александр Мисуркин (оба Россия), Кристофер Кэссиди (США)[78].
- 31 марта — глава повстанцев в Центральноафриканской Республике Мишель Джотодия провозгласил себя президентом страны и объявил о формировании временного правительства[79].

### Апрель
- 5 апреля — в результате драки между мусульманами и буддистами в иммиграционном центре в Индонезии погибли 8 человек[80]
- 6 апреля — в Египте в результате столкновений между христианами и мусульманами погибли 5 человек[81]
- 7 апреля — президентские выборы в Черногории[82]. По предварительным результатам, победу одержал действующий президент Филип Вуянович[83].
- 9 апреля
  - Землетрясение в иранской провинции Бушир магнитудой 6,3. Погибли 37 человек, около 850 получили ранения[84].
  - В сербской деревне Велика-Иванча местный житель Любиша Богданович убил 13 своих родственников, среди которых были шесть мужчин, шесть женщин и один двухгодовалый ребёнок, и покончил с собой.
  - Сенат Франции легализовал однополые браки[85]
- 14 апреля
  - Выборы президента Венесуэлы[86]. Победу одержал Николас Мадуро, однако сторонники оппозиционного кандидата Энрике Каприлеса не признали результаты выборов[87].
  - В Испании состоялась многотысячная демонстрация с требованием упразднения монархии и введения республиканской формы правления[88].
- 15 апреля — в Бостоне (США) на финише Бостонского марафона прогремели два взрыва. 3 человека погибли, 282 человека ранены. Теракт был организован чеченцами братьями Царнаевыми[89].
- 16 апреля — Движение за освобождение дельты Нигера заявило, что развернёт «террористическую войну», чтобы «защитить христианство» в Нигерии от атак исламской группировки Боко Харам[90].
- 20 апреля
  - Мощное землетрясение магнитудой 7 произошло в китайской провинции Сычуань. Более 200 человек погибли, более 11 тысяч ранены[91].
  - Джорджо Наполитано стал первым в истории Италии переизбранным президентом[92].
- 21 апреля — парламентские и президентские выборы в Парагвае[93]. Президентом Парагвая избран Орасио Картес[94].
- 24 апреля — в Саваре (Бангладеш) обрушилось 8-этажное здание. Погибли 1127 человек[95].
- 26 апреля — по обвинению в коррупции арестован президент Боснии и Герцеговины Живко Будимир[96].
- 27 апреля — парламентские выборы в Исландии[97].
- 30 апреля — королева Нидерландов Беатрикс отреклась от престола в пользу сына принца Виллема-Александра[98].

### Май
- 3—19 мая — 77-й чемпионат мира по хоккею с шайбой (Стокгольм, Швеция и Хельсинки, Финляндия)[99]. Сборная Швеции выиграла чемпионат мира в девятый раз[100].
- 5 мая — парламентские выборы и выборы ассамблей 12 штатов в Малайзии[101]. Победу одержала правящая коалиция Национальный фронт[102].
- 7 мая — c космодрома Куру (Французская Гвиана) запущена европейская лёгкая ракета-носитель Вега с европейским спутником земли Проба-В, вьетнамским спутником VNREDSat-1 и первым эстонским космическим аппаратом ESTCube-1[103].
- 10 мая — в Нью-Йорке на месте Всемирного торгового центра, разрушенного в результате террористических актов 11 сентября 2001 года, завершено строительство здания Башни Свободы, ставшей самым высоким зданием в Западном полушарии[104].
- 11 мая — парламентские выборы в Пакистане[105]. Победу одержала партия Пакистанская мусульманская лига[106].
- 12 мая — досрочные парламентские выборы в Болгарии[107]. Большинство мест получила правящая партия ГЕРБ[108].
- 14 мая — космический корабль Союз ТМА-07М совершил посадку в казахстанской степи. Экипаж посадки Роман Романенко, Томас Маршбёрн, Кристофер Хэдфилд[109].
- 14—18 мая — 58-й Конкурс песни Евровидение (Мальмё, Швеция)[110]. Победу одержала датская певица Эммили де Форест[111].
- 15—26 мая — 66-й Каннский кинофестиваль (Канны, Франция)[112].
- 16 мая — Армения стала председателем Комитета министров Совета Европы[113].
- 22 мая — в столице Великобритании Лондоне два местных члена мусульманской общины нигерийского происхождения показательно убили военного барабанщика Ли Ригби. После убийства один из исламистов потребовал, чтобы прохожие сняли его на камеры своих мобильных телефонов. Не смыв кровь с рук и держа в них холодное оружие, он заявил: «Око за око, зуб за зуб. Вы думаете, что после этого Дэвид Кэмерон выйдет защищать вас, думаете, когда мы возьмёмся за оружие, он пострадает? Нет, страдать будут обычные люди — как вы и ваши дети. Мир наступит только после того, как ваше правительство выведет войска…»[114]. Это событие привело к всплеску исламофобских настроений в стране и спровоцировало серию атак ультраправых на мусульман[115].
- 24 мая — в Охотском море произошло землетрясение магнитудой 6,9 на глубине свыше 600 км. Отголоски этого землетрясения ощущались на большей части России[116].
- 29 мая — старт космического корабля Союз ТМА-09М к международной космической станции. Экипаж Фёдор Юрчихин (Россия), Карен Найберг (США), Лука Пармитано (Италия)[117].
- 31 мая
  - В Турции начались массовые протесты с требованием отставки правительства страны[118].
  - Начало вещания российского телеканала «Пятница!».

### Июнь
- 1 июня — Монархическая партия России назначила Карла Эмиха Лейнингенского принявшего православие, и имя «Николай Кириллович» главой Дома Романовых и императором Романовской империи под именем «Николая III».
- 1 июня — 24 ноября — 55-я Венецианская биеннале[119].
- 2 июня — Конституционный суд Египта признал незаконной конституцию страны и распустил верхнюю палату парламента[120].
- 5 июня — премьер-министром Пакистана в четвёртый раз утверждён лидер правящей партии Пакистанская мусульманская лига Наваз Шариф[106].
- 8 июня — парламентские выборы в Науру[121].
- 11 июня
  - С космодрома Цзюцюань запущен китайский космический корабль Шэньчжоу-10. В составе экипажа Чжан Сяогуан, Не Хайшэн и женщина-космонавт Ван Япин[122].
  - Парламент Науру избрал президентом страны композитора Барона Дивавеси Вака[123].
- 14 июня — выборы президента Ирана[124]. Победу одержал Хасан Рухани[125].
- 16 июня — конституционный суд Кувейта принял решение о роспуске парламента страны и проведении досрочных парламентских выборов[126].
- 17—18 июня — саммит G8 (Лох-Эрн, Великобритания)[127].
- 17—23 июня — 50-й Международный авиационно-космический салон Paris Ais Show 2013 (Ле Бурже, Франция)[128].
- 20—29 июня — 35-й Московский международный кинофестиваль[129].
- 21 июня — в Индии после продолжительных дождей наступило разрушительное наводнение с человеческими жертвами[130].
- 23 июня — парламентские выборы в Албании[131]. Победу одержала оппозиционная Социалистическая партия Албании[132].
- 25 июня
  - Эмиром Катара стал Тамим бин Хамад Аль Тани после отречения своего отца[133].
  - Иржи Руснок назначен премьер-министром Чехии[134].
- 26 июня
  - Китайский космический корабль Шэньчжоу-10 с экипажем тайконавтов Чжан Сяогуан, Не Хайшэн и Ван Япин совершил посадку[135].
  - Президентские выборы в Монголии[136]. Победил действующий президент Цахиагийн Элбегдорж[137].
  - Парламент Австралии во второй раз избрал премьер-министром Кевина Радда[138].
- 27 июня — в США запущен спутник IRIS, предназначенный для изучения Солнца в инфракрасном диапазоне[139].

### Июль
- 1 июля
  - Хорватия присоединилась к ЕС[140].
  - В Турции прошли выборы председателя Великого национального собрания, победу одержал кандидат от правящей партии справедливости и развития Джемиль Чичек.
- 3 июля — в Египте произошёл государственный переворот, президент Мухаммед Мурси арестован. Исполнять обязанности президента стал председатель Верховного суда Адли Мансур[141].
- 6—17 июля — XXVII Всеми́рная ле́тняя Универсиа́да (Казань, Россия)
- 7—13 июля — в российском городе Пугачёв (Саратовская область) начались массовые беспорядки после убийства выходцами из Чечни местного жителя[142].
- 9 июля — Хазем Аль-Баблауи назначен новым премьер-министром Египта. Мохаммед эль-Барадеи стал вице-президентом Египта[143].
- 10 июля — Председателем Правительства Приднестровской Молдавской Республики стала Татьяна Михайловна Туранская[144].
- 12—20 июля — IV Одесский международный кинофестиваль (Одесса, Украина)[145].
- 13 июля — парламентские выборы в Бутане. Победу впервые одержала оппозиционная Народно-демократическая партия Бутана[146].
- 19 июля—4 августа — 15-й чемпионат мира по водным видам спорта (Барселона, Испания)[147].
- 21 июля — король Бельгии Альберт II отрёкся от престола в пользу сына Филиппа, который принёс присягу и стал седьмым королём Бельгии[148].
- 22 июля — Польша перешла на цифровое телевещание[149].
- 23—28 июля — 12-й международный конкурс молодых исполнителей популярной музыки «Новая волна» (Юрмала, Латвия)[150].
- 24 июля — железнодорожная катастрофа в Сантьяго-де-Компостела. Погибли 80 человек, 178 ранены[151].
- 26 июля — в результате столкновений между сторонниками и противниками свергнутого президента Египта Мухаммеда Мурси, представляющего исламскую организацию «Братья-мусульмане», погибли 80 человек, почти 800 получили ранения[152].
- 28 июля
  - Президентские выборы в Мали[153].
  - Парламентские выборы в Камбодже[154]. Победу одержала Народная партия Камбоджи[155].
- 30 июля — президентские выборы в Пакистане[156]. Президентом избран Мамнун Хусейн[157].
- 31 июля — президентские выборы в Зимбабве[158]. Победу одержал действующий президент Роберт Мугабе[159].

### Август
- 1 августа
  - В РФ вступил в силу «Антипиратский закон»[160].
  - Началось отключение аналогового телевещания в Беларуси[161].
- 3 августа — вступил в должность президент Ирана Хасан Рухани[162].
- 4 августа — пограничные регионы Афганистана и Пакистана подверглись затоплению из-за ливней. Больше 160 человек погибли в результате наводнения, несколько тысяч людей остались без крова[163].
- 5—11 августа — чемпионат мира по бадминтону (Гуанчжоу, КНР)[164].
- 5 августа — премьер-министром Тувалу стал Энеле Сопоага[165].
- 5—12 августа — чемпионат мира по фехтованию (Будапешт, Венгрия)[166].
- 10—18 августа — XIV чемпионат мира по лёгкой атлетике (Москва)[167].
- 11 августа — второй тур президентских выборов в Мали[168]. По предварительным данным победу одержал Ибрагим Бубакар Кейта[169].
- 14 августа — в результате жёсткого разгона совершившими переворот военными сторонников законно избранного президента Египта Мохаммеда Мурси погиб 421 человек, число пострадавших превысило 3500 человек[170].
- 15 августа — вступление в должность президента Парагвая Орасио Картеса[171].
- 21—27 августа — чемпионат мира по современному пятиборью (Тайвань)[172].
- 24 августа — более 100 человек погибли в результате наводнений в России и Китае[173].
- 25 августа — в результате применения находящимся у власти в Сирии правительством Асада химического оружия против оппозиции погибли около 400 человек[174].
- 25 августа — 1 сентября — чемпионат мира по академической гребле (Чхунджу, Республика Корея)[175].
- 26 августа — 1 сентября — чемпионат мира по дзюдо (Рио-де-Жанейро, Бразилия)[176].
- 27 августа — 1 сентября
  - Чемпионат мира по гребле на байдарках и каноэ (Дуйсбург, Германия)[177].
  - XXXII чемпионат мира по художественной гимнастике (Киев, Украина)[178].
- 28 августа — президент Чехии Милош Земан объявил о роспуске парламента страны[179].
- 28 августа—7 сентября — 70-й Венецианский кинофестиваль[180].
- 30 августа — c космодрома Куру (Французская Гвиана) запущен первый искусственный спутник Земли Катара «Сухейль-1»[181].
- 31 августа — совершено покушение на премьер-министра Йемена Мухаммада Басиндву[182].

### Сентябрь
- 1 сентября — премьер-министром Сенегала стала Аминату Туре[183].
- 4 сентября — вступил в должность президент Мали Ибрагим Бубакар Кейта[184].
- 6 сентября — премьер-министром Мали стал Умар Ли[185].
- 7 сентября
  - Парламентские выборы в Австралии[186]. По предварительным данным, победу одержала оппозиционная коалиция[187].
  - Президентские выборы на Мальдивах[188].
  - Международный олимпийский комитет выбрал во второй раз Токио столицей Летних Олимпийских игр 2020 года[189].
- 8 сентября
  - Вступил в должность президент Пакистана Мамнун Хусейн[190].
  - Единый день голосования в России[191].
  - Борис Немцов вступает в должность депутата Ярославской областной думы.
- 9 сентября
  - Парламентские выборы в Норвегии[192]. Победу одержала коалиция правых партий[193].
  - В Гватемале рейсовый автобус сорвался в пропасть; 43 человека погибли, десятки травмированных[194].
- 10 сентября
  - В Иране столкнулись и загорелись два автобуса; погибли 44 человека, более 40 ранены[195].
  - Председателем Международного олимпийского комитета избран Томас Бах[196].
- 11 сентября — космический корабль Союз ТМА-08М совершил посадку в казахстанской степи. Экипаж посадки Павел Виноградов, Александр Мисуркин, Кристофер Кэссиди[197].
- 16—18 сентября — парламентские выборы в Руанде[198]. По предварительным данным, победу в них одержала правящая партия Руандийский патриотический фронт[199].
- 16—22 сентября — чемпионат мира по вольной борьбе (Венгрия, Будапешт)[200].
- 16—24 сентября — чемпионат мира по стендовой стрельбе (Перу, Лима)[201].
- 18 сентября — вступил в должность премьер-министр Австралии Тони Эбботт[202].
- 19 сентября — в Мексике от наводнения погибли 80 человек, пострадали более миллиона[203].
- 20 сентября
  - Парламентские выборы в Свазиленде[204].
  - В Йемене совершена серия террористических актов. Погибли 56 сотрудников силовых структур[205].
- 21 сентября
  - В Эдинбурге прошёл многотысячный марш в поддержку выхода Шотландии из состава Великобритании[206].
  - В Кении боевики сомалийской группировки Аш-Шабаб захватили заложников в торговом центре в Найроби. Погибли около 67 граждан разных государств[207].
  - В Ираке (Багдад и Байджи) совершена серия террористических актов. Погибли более 75 человек, ранено около 150 жителей[208].
- 22 сентября
  - Парламентские выборы в Германии[209]. Победу одержала правящая коалиция ХДС/ХСС, в парламент вошла в том числе немецкая турчанка Джемиле Юсуф, которая стала первой мусульманкой, избранной в парламент от ХДС[210].
  - В Пакистане произошёл террористический акт у христианской церкви. Погибли 78 христиан, ранено более 100[211].
- 24 сентября
  - Пущена в эксплуатацию Няганская ГРЭС[212].
  - В округе Аваран в горной провинции Белуджистан в Пакистане произошло мощное землетрясение магнитудой 7,8. Погибли не менее 208 человек, 373 получили ранения, десятки пропали без вести[213].
- 26 сентября — старт космического корабля Союз ТМА-10М с международным экипажем к международной космической станции[214].
- 27 сентября — при обрушение дома в Мумбаи (Индия) погибли более 50 человек[215].
- 28 сентября — парламентские выборы в Гвинее[216]. Победу одержала правящая Объединение гвинейского народа[217].
- 29 сентября
  - В Нигерии исламистские боевики в штате Йобе застрелили около 50 студентов[218].
  - Парламентские выборы в Австрии[219]. По предварительным данным победу одерживает правящая коалиция Социал-демократическая партия Австрии и Австрийская народная партия[220].
- 30 сентября
  - Парламентские выборы в Камеруне[221].
  - В результате серии взрывов в столице Ирака Багдаде погибли более 50 человек[222].
- 30 сентября—6 октября — чемпионат мира по спортивной гимнастике (Бельгия, Антверпен)[223].

### Октябрь
- 3 октября — у берегов Лампедузы (Италия) перевернулось судно с мигрантами из Восточной Африки, 92 человека погибли, около 250 числятся пропавшими без вести[224].
- 5 октября — в Ираке прошла серия терактов в разных городах. Погибли 66 человек, ранено более 100[225].
- 7 октября — новым президентом Эфиопии избран Мулату Тешоме[226].
- 7—8 октября — саммит АТЭС на Бали (Индонезия)[227].
- 9 октября — выборы президента Азербайджана[228]. Победу одержал действующий президент Ильхам Алиев[229].
- 11 октября
  - У берегов Лампедузы (Италия) затонуло судно с беженцами из Африки, погибли около 50 человек[230].
  - На реке Нигер в Мали затонуло судно с сотнями людей на борту. Погибли 30 человек, более 150 пропало без вести[231].
- 12 октября — около 50 человек погибли в результате ДТП в Перу[232].
- 13 октября — более 60 человек погибли и несколько десятков пострадали на религиозном празднике в Индии[233].
- 13—26 октября — 17-й чемпионат мира по боксу в Алматы (Казахстан)[234].
- 15 октября — в результате землетрясения на Филиппинах погибли более 90 человек, ранены около 150, есть разрушения[235].
- 16 октября — пассажирский самолёт авиакомпании «Lao Airlines», выполнявший рейс из лаосской столицы Вьентьяна в город Паксе, при заходе на посадку упал в реку Меконг, 49 человек погибли[236].
- 20 октября
  - Парламентские выборы в Люксембурге[237].
  - В Ираке прошла серия терактов, погибли около 90 человек[238].
- 20—27 октября — чемпионат мира по тяжёлой атлетике (Вроцлав, (Польша)[239].
- 25 октября — президентские выборы на Мадагаскаре[240].
- 25-26 октября — досрочные парламентские выборы в Чехии[241]. По предварительным данным победу одержала Чешская социал-демократическая партия[242].
- 27 октября
  - Президентские выборы в Грузии[243]. Победу одержал представитель партии Грузинская мечта — Демократическая Грузия Георгий Маргвелашвили[244].
  - Парламентские выборы в Аргентине[245].
- 28 октября — на востоке Индии произошло наводнение в штатах Андхра-Прадеш, Западная Бенгалия и Орисса. Погибли 50 человек, пострадали около 1 млн жителей[246].

### Ноябрь
- 5 ноября — запуск индийского космического аппарата Mangalyaan для изучения Марса[247].
- 6 ноября — президентские выборы в Таджикистане[248]. По предварительным данным ЦИК победу в очередной раз одержал действующий президент Эмомали Рахмон, находящийся у власти более 20 лет[249].
- 7—28 ноября — в Ченнаи (Индия) матч на первенство мира по шахматам по версии ФИДЕ между Вишванатаном Анандом и Магнусом Карлсеном[250].
- 9 ноября
  - На Филиппинах в результате тайфуна Йоланда погибли 5560 человек, ущерб оценивается в 787 миллионов долларов[251].
  - Повторные президентские выборы на Мальдивах[252].
- 10 ноября — в Сомали от урагана погибли около 300 человек[253].
- 10—11 ноября — X Форум межрегионального сотрудничества Казахстана и России (Екатеринбург, Россия)[254].
- 11 ноября — космический корабль с международным экипажем Союз ТМА-09М совершил посадку в казахстанской степи[255].
- 16 ноября
  - Второй тур президентских выборов на Мальдивах[256]. Победу одержал Абдулла Ямин[257].
- 17 ноября
  - Вступил в должность президент Грузии Георгий Маргвелашвили[258].
  - Вступила в силу новая Конституция Грузии[259].
  - Президентские и парламентские выборы в Чили[260].
  - Вступил в должность новый президент Мальдив Абдулла Ямин[261].
  - В Казани при заходе на посадку потерпел катастрофу Boeing 737, 44 пассажира и 6 членов экипажа погибли[262].
- 18 ноября
  - Запуск автоматической межпланетной станции MAVEN к Марсу для исследования его атмосферы[263].
  - Новым премьер-министром Грузии стал Ираклий Гарибашвили[264].
- 19 ноября — парламентские выборы в Непале[265].
- 21 ноября
  - В Риге в результате обрушения торгового центра Maxima погибли 54 человека[266].
  - На Украине начались массовые акции протеста как реакция на решение Кабинета министров Украины о приостановлении процесса подготовки к подписанию соглашения об ассоциации между Украиной и Евросоюзом[267][268].
- 22—24 ноября — чемпионат мира по самбо (Санкт-Петербург, Россия)[269].
- 22 ноября
  - Новым чемпионом мира по шахматам стал Магнус Карлсен (Норвегия)[270].
  - В КНР произошёл взрыв на нефтепроводе, погибли 52 человека[271].
- 24 ноября
  - Парламентские выборы в Мали[272].
  - Президентские и парламентские выборы в Гондурасе[273]. По предварительным данным, президентом страны избран Хуан Орландо Эрнандес[274].
- 30 ноября — в Киеве (Украина) прошёл 11-й Детский конкурс песни Евровидение[275]. Победу одержала представительница Мальты Гайя Кауки[276].

### Декабрь
- 1 декабря — Китай с космодрома Сичан запустил к Луне космический зонд Чанъэ-3 с луноходом[277].
- 3 декабря — началась вспышка Эбола в результате 28 640 человек заразились и 11 315 погибло.
- 4 декабря — премьер-министром Люксембурга стал Ксавье Беттель[278].
- 6 декабря — в результате столкновений между мусульманами и христианами, произошедшими в столице Центральноафриканской Республики Банги (начавшихся с 4 декабря) погибли около 300 человек[279].
- 11—21 декабря — XXVI зимняя Универсиада в Трентино (Италия)[280].
- 14 декабря — спускаемый аппарат китайской миссии Чанъэ-3 с планетоходом Юйту доставлен на поверхность Луны[281].
- 15 декабря
  - Парламентские выборы в Туркменистане[282].
  - Второй тур президентских выборов в Чили[283]. По предварительным данным победу одержала бывший президент Чили Мишель Бачелет[284].
  - В сирийском городе Алеппо в результате бомбардировки кварталов города правительством Асада погибли 83 человека[285].
- 17 декабря — начало коррупционного скандала в Турции, в ходе которого 52 человека были арестованы по подозрению в совершении целого ряда финансово-экономических преступлений. Среди арестованных были сыновья министров Эрдогана Байрактара, Муаммера Гюлера и Зафера Чаглаяна все трое министров 25 декабря подали в отставку.
- 19 декабря — на орбиту выведен космический телескоп Gaia[286].
- 20 декабря — второй тур президентских выборов и парламентские выборы на Мадагаскаре[287]. Победу одержал Эри Раджаонаримампианина[288].
- 21 декабря
  - Второй тур парламентских выборов в Мавритании, победу одержала партия «Союз за Республику»[289].
  - В турецком городе Эскишехир прошёл финал конкурса Тюрквидение-2013. Победителем стал представитель Азербайджана Фарид Гасанов[англ.] с песней «Yaşa» («Живи») на азербайджанском языке[290].
- 27 декабря — Мария Лейерстам из Великобритании стала первым человеком, достигшим Южного полюса на велосипеде[291].
- 30 декабря — в Демократической Республике Конго совершена неудавшаяся попытка государственного переворота, убиты около 40 боевиков[292].
- 31 декабря — в Краснодаре[293] завершена эксплуатация последнего в мире троллейбусного поезда[294][295] изобретателя Владимира Веклича[296].

## Персоны года
Человек года по версии журнала Time — Франциск, папа римский.

## Нобелевские премии
- Физика — Питер Хиггс и Франсуа Энглер — «За теоретическое обнаружение механизма, который помогает нам понимать происхождение массы субатомарных частиц, существование которого было доказано обнаружением предсказанной элементарной частицы в ЦЕРН».
- Медицина и физиология — Джеймс Ротман, Рэнди Шекман, Томас Зюдхоф — «За исследование механизмов, регулирующих везикулярный транспорт (перенос веществ внутри мембранных пузырьков)»[297].
- Химия — Мартин Карплус, Майкл Левитт, Арье Варшель — «За развитие многомасштабных моделей[англ.] сложных химических систем»[298].
- Литература — Элис Манро[299].
- Премия мира — Организация по запрещению химического оружия[300].
- Экономика — Юджин Фама, Петер Хэнсен, Роберт Шиллер — «За работы по эмпирическому анализу цен на активы»[301].

## Родились
- 27 января — Betsy, российская певица и блогер.
- 22 июля — Джордж Уэльский, член британской королевской семьи, второй претендент в линии наследования британского престола.